# Château de Bellevue (Lavaur)
Pour l’article homonyme, voir Château de Bellevue.
Le château de Bellevue ou château de Pibres, est un château situé à Lavaur, dans le Tarn, en région Occitanie (France). Édifié au cours du XIXe siècle, c'est un édifice de style classique sur un plan en H.

## Historique
Le château de Bellevue est situé dans la paroisse de Pibres. Celle-ci est déjà cité vers 1770, sur la carte de Cassini, alors que le château n'y figure pas encore. L'édifice apparait pour la première en 1826, sur le plan cadastral, ce qui signifie qu'il est construit entre ces deux dates, sûrement au début du XIXe siècle.
Sa construction est commandée par un certain Auguste Bessery, juge de paix à Lavaur, puis il est racheté au cours du même siècle par la famille de Saint-Salvy. Cette dernière fait rebâtir les dépendances du domaine en 1843, et le château en lui-même en 1881.

## Architecture
Le château de Bellevue forme un plan en H sur trois étages, plus un étage de soubassement, abritant la cave et les pièces de service. L'extérieur de la demeure est enduit, tandis que les modénatures sont en briques, tels que les encadrements d'ouvertures, les bandeaux d'étages ou les corniches. Le toit est camouflé par un rebord (un acrotère maçonné). La façade Sud, la principale, s'organise en trois travées, et l'entrée surélevée n'est accessible que grâce à un double escalier en fer forgé. La façade Nord présente une terrasse sur pilotis, bordée d'une rambarde en pierre, qui est accessible depuis le salon.
L'intérieur de la maison s'organise comme tel : le rez-de-chaussée comprend les pièces de réception, salons, salle à manger et bureau, tandis que les chambres sont à l'étage.
Le domaine du château possède de multiples dépendances et constructions. Le principal bâtiment de celles-ci s'organise en trois parties. Au centre, les écuries sont en simple rez-de-chaussée, et encadrées par les deux autres parties, à étages. La cave servait de chai, et un grand vivier côtoie l'édifice au Nord-Est. On trouve aussi deux pigeonniers-tours à l'ouest du site, le premier soigné, avec toit en "pied-de-mulet" et porte moulurée ; le second plus simple avec un toit à deux pans. Des vergers s'étendent en contrebas du château. On y accède par un escalier, s'appuyant contre un mur de soutien, qui est prolongé par une terrasse-belvédère.
Autrefois, le domaine du château comprenait aussi une ferme, aujourd'hui séparée, ainsi qu'une tuilerie qui a malheureusement disparu.